# Olejek kasjowy
Kasja lub olejek kasjowy – silnie pachnący olejek eteryczny wytwarzany z  liści, młodych gałązek oraz niedojrzałych owoców cynamonowca wonnego (Cinnamomum cassia). Surowce te moczono w wodzie morskiej, a następnie poddawano destylacji.
Kasja różni się właściwościami od olejku cynamonowego, który otrzymuje się z cynamonowca cejlońskiego. Ma większą od niego zawartość aldehydu cynamonowego.
Kasja znana już była Herodotowi (ok. 484-425 r. p.n.e.). Wraz z cynamonem wchodziła w skład oleju świętego używanego przez Żydów do celów liturgicznych. W Księdze Wyjścia (30,22-25) jest recepta na jego przyrządzanie: „I tak powiedział Pan do Mojżesza: Weź sobie najlepsze wonności: pięćset syklów obficie płynącej mirry, połowę tego, to jest dwieście pięćdziesiąt syklów wonnego cynamonu i tyleż, to jest dwieście pięćdziesiąt syklów wonnej trzciny, wreszcie pięćset syklów kasji, według wagi przybytku, oraz jeden hin oliwy z oliwek. I uczynisz z tego święty olej do namaszczania".